# إدوارد ماكجيل ألكسندر
إدوارد ماكجيل ألكسندر (بالإنجليزية: Edward McGill Alexander)‏ هو ضابط جنوب أفريقي، ولد في 31 مارس 1947 في بوكسبورغ ‏ في جنوب أفريقيا.